# Miedo (álbum)
Miedo es el primer álbum del grupo PVP, grupo de punk y rock, con influencias new wave, de Madrid (España). El álbum original de vinilo fue publicado en el verano de 1982 por la discográfica Belter.
El disco se grabó entre enero y febrero de 1982, bajo la supervisión del productor Raúl Marcos, antes de que el grupo hubiera sido contratado por ninguna compañía discográfica, y con el título orientativo de Todo el mundo tiene un P.V.P. Finalmente se eligió titularlo Miedo, como la primera canción del disco, que fue también el primer sencillo extraído (Belter 1-10-255, con «Tacón y cuero» en la cara B), publicado aproximadamente a la vez que el LP. Unos meses más tarde, terminando 1982, se extrajo un segundo sencillo, con una remezcla de «El coche de la plas» (con sección adicional de vientos) como tema principal y «Descontrol» en la cara B (Belter 1-10.278).
Las ventas fueron muy escasas y pronto el disco quedó descatalogado. La quiebra de Belter pocos años después hizo que tardara bastante tiempo en haber una reedición, la cual llegó en 2003, en formato CD, de la mano de Divucsa.

## Descripción del álbum
La portada de Miedo, impresa a tres colores (blanco, rojo y negro), presenta, detrás del nombre del grupo escrito en grandes letras blancas, y sobre el fondo de un cielo rojo, la imagen de un búnker destruido, rodeado de alambre de espino. En la contraportada, aparte de la lista de canciones (impresa sobre la puerta del búnker) y algunos datos técnicos del disco, se reproduce el logo del grupo: un cuadrado dividido en nueve cuadrados, alternativamente blancos y negros (tal vez un préstamo de la imaginería ska del sello Two Tone), con las letras PVP repartidas en dichos cuadros excepto en el de en medio, donde cuatro jotas forman una especie de cruz.
El LP incluía doce temas, grabados con un sonido inusualmente profesional en la época para un grupo pop español. Abría el disco la canción que le daba título, «Miedo», con sus imágenes apocalípticas («¡primera fila para ver el holocausto!» grita el cantante Juanjo en un momento de la canción) y alusiones a una posible guerra atómica. El tema comienza con una sirena de aviso de bombardeo que da paso a una potente canción dominada por intensas guitarras y una potente base rítmica, dando la pauta del sonido del álbum. Imágenes parecidas presenta la canción «Sector 36-K12». Las letras, sin embargo, están lejos de ser panfletos políticos, siendo la de «Descontrol» la que más se aproxima a una declaración política del grupo («Ellos controlan la escuela, / también la televisión; / y siendo dueños de todo / se les escapa la situación»). Más bien abundan las descripciones de la inquietud social y juvenil propia de la vida cotidiana en un entorno urbano en los años 1980: por ejemplo, los versos «no puedes seguir así, / tanto tiempo en el paro / ... / cuando no hay dónde elegir / es muy fácil / dar un palo» («No puedes, no quieres»), la sensación de persecución a ritmo de ska en «El coche de la plas», la frustración juvenil en «A casa en coche», etc. Otras canciones tocan temáticas diversas: «Sólo toco para ti» expresa el disgusto del grupo hacia el poder de las compañías discográficas y la moda en el mundo de la música pop; «Mentir» es una reflexión sobre la hipocresía y el poder de las frases hechas y los prejuicios, etc. 
El sonido conjunto del disco se aparta del estilo punk dominante en 1982 en las bandas punk españolas (el llamado UK 82); sin embargo, además de las obvias influencias de clásicos punk como The Clash o The Ruts (mezcladas con diversos sonidos post punk), son claras las referencias a la imaginería punk tanto en la portada como en la temática de casi todas las canciones: guerra, caos y destrucción en «Miedo», acoso policial a los jóvenes en «El coche de la plas», la crítica a los mecanismos de control social y el poder en «Descontrol»... En «Ah, ah, ah» se cita el pistoliano «no hay futuro» y la clashiana «Tacón y cuero» es una canción que celebra el cambio de imagen y gustos de una chica que antes vestía hippy y se ha convertido en una agresiva punkette que lleva cuchillas colgadas en el cuello, ropa de cuero negro, cinturones de balas y tachuelas, etc., y cuyos gustos musicales se han transformado radicalmente («dejaste las baladas de paz y de perdón / por este rock que aturde y mete mogollón»).
El LP era el resultado de dos años de trabajo de PVP, desde la formación del grupo en 1980. En 1984, el guitarrista Jesús declaraba:

«El disco era muy representativo del momento. Estaba integrado en el momento a nivel general, y nuestro momento desde luego era ese. Inclusive si era ambiguo, es porque nosotros en ese instante lo éramos. Teníamos un poco el sentimiento de que había muchas vacantes en el panorama musical. Había mucha gente pero nadie que llenara los huecos normales. Nos apetecía hacer un poco de todo. El LP es amplio, demasiado quizás. Tiene apuntes de lo que es el segundo grande, y cosas que eran un poco básicas y no te las podías saltar. Era como el resumen de tres años de música».

A pesar de la promoción de los sencillos extraídos en algunas emisoras FM, de las buenas críticas y de las virtudes intrínsecas del álbum, oficialmente éste no llegó a vender ni siquiera 1000 copias y rápidamente quedó descatalogado, vendiéndose a precio de coleccionistas ya en el mismo 1983.

## Listado de temas

### Cara 1
1. «Miedo» (2:45) (PVP)
2. «Ah, ah, ah» (2:04) (PVP)
3. «No puedes, no quieres» (2:13) (PVP)
4. «Mentir» (3:35) (PVP)
5. «Sólo toco para ti» (2:42) (PVP)
6. «Sector 36-K12» (2:50) (PVP)

### Cara 2
1. «El coche de la plas» (4:14) (PVP)
2. «A casa en coche» (2:25) (PVP)
3. «No soy tu diversión» (2:44) (PVP)
4. «Tacón y cuero» (2:27) (Manuel Valmorisco - PVP)
5. «Spy» (2:14) (PVP)
6. «Descontrol» (2:27) (PVP)

## Personal

### Miembros del grupo
- Juanjo - voz, guitarra
- Jesús - guitarra solista
- José - bajo
- Jorge - batería

### Personal técnico
- Producción artística: Raúl Marcos
- Ingenieros de sonido: Ángel Gil y Santiago Coello.
- Ayudante de sonido: Maurizio Gaudenzi.
- Fotografía: Valentín Vallhonrat.
- Diseño: Gregorio Valmorisco.